# 崔兰轩

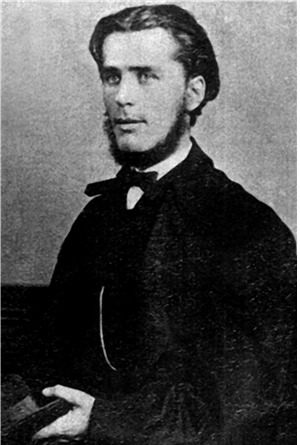
崔兰轩

崔兰轩（Robert Jermain Thomas，1839年9月17日—1866年8月31日），本名罗伯特·杰曼·托马斯，英國威尔士人。基督教新教传教士，有认为他是第一位在朝鲜半岛殉道的基督教新教宣教士。

## 生平
出生於拉德諾郡賴厄德（Rhayader），父亲是牧师。毕业于伦敦大学。会说俄语，后学会汉语。在北京做过讲师。隶属于倫敦傳道會。1863年来他携家人中国，妻子高菲琳（Caroline Godfrey）抵达上海后，生病离世。他于1865年首次到达朝鲜海岸，成为第二名到达朝鲜的新教传教士（第一位是德国传教士郭士立，于1832年到达朝鲜）。
1866年，因丙寅迫害，法国派舰队前往朝鲜，崔兰轩应法国驻华代理公使亨利·德·伯洛內（Henri de Bellonet）之请求加入法国亚洲舰队司令皮埃爾-古斯塔夫·罗兹（Pierre-Gustave Roze）处，担任法国舰队翻译。但因法舰队先前往了越南，故崔兰轩未能成行。
之后他于同年乘美国商船舍门将军号从山东烟台驶向朝鲜半岛西海岸传教。在平壤，舍门将军号船舶与朝鲜军方冲突，船只着火，船员全都身亡，死者包括五名洋人、十三名中国人、两名黑人和几名马来人。

## 历史记载死因
高宗实録3年 7月 27日（癸未）
以平安監司朴珪壽狀啓：平壤府所泊異樣船，益肆猖狂，轟砲放銃，殺害我人。其所制勝之策，莫先於火攻，一齊放火，延燒彼船，彼人崔蘭軒、趙凌奉，跳出船頭，如請救生，卽爲擒捉，縛致岸上矣。